# Alcis
Alcis is een geslacht van vlinders uit de familie van de spanners (Geometridae) en de onderfamilie Ennominae.

## Soorten
- A. aagostigma Prout, 1927
- A. admissaria Guenée, 1858
- A. aeglophanes Prout, 1926
- A. albifera Moore, 1887
- A. albigrisea Warren, 1896
- A. amabilis Inoue, 1983
- A. amictozona Prout, 1932
- A. amoenaria Staudinger, 1897
- A. amydrina Wehrli, 1941
- A. andaraba Wehrli, 1938
- A. angulifera Butler, 1878
- A. arisema Prout, 1934
- A. arizana Wileman, 1911
- A. athola Prout, 1926
- A. atrostipata Walker, 1862
- A. attracta Schaus, 1927
- A. bastelbergeri (Hirschke, 1908) - gevlekte spikkelspanner
- A. brevifasciata Wileman, 1911
- A. catachrysa Wehrli, 1943
- A. catocirra Wehrli, 1943
- A. caucasica Wehrli, 1928
- A. cockaynei Prout, 1916
- A. colorifera Prout, 1916
- A. columbinaria Leech, 1897
- A. concinna Warren, 1906
- A. coniozona Prout, 1927
- A. cosmeta Fletcher, 1961
- A. chiangmaiensis Sato, 1991
- A. decussata Moore, 1867
- A. depravaria Staudinger, 1892
- A. derivata Prout, 1926
- A. diodontota Wehrli, 1943
- A. diprosopa Wehrli, 1943
- A. dorcadina Wehrli, 1943
- A. dsagaria Wehrli, 1943
- A. ectogramma Wehrli, 1943
- A. euphiles Prout, 1916
- A. euphiloides Wehrli, 1943
- A. eupithicoides West, 1929
- A. eutethis Wehrli, 1943
- A. evae Wiltshire, 1966
- A. extinctaria Eversmann, 1851
- A. faustinata Warren, 1897
- A. fredi Wehrli, 1941
- A. godavariensis Inoue, 1992
- A. gomphica Wehrli, 1943
- A. granitaria Moore, 1888
- A. hemiphanes Prout, 1925
- A. holophaearia Hampson, 1907
- A. honensis Wehrli, 1943
- A. huamani Dognin, 1904
- A. hyberniata Bastelberger, 1909
- A. hypopoecila Prout, 1921
- A. imbecilis Moore, 1888
- A. irrita Prout, 1928
- A. irrufata Warren, 1906
- A. iterata Butler, 1886
- A. jubata (Thunberg, 1788) - baardmosspikkelspanner
- A. latifasciata Warren, 1893
- A. leechi Püngeler, 1898
- A. leucophaea Fletcher, 1961
- A. leucosis Wehrli, 1943
- A. lobbichleri Fletcher, 1961
- A. maculata Staudinger, 1892
- A. maeoticaria Alphéraky, 1876
- A. mavi Prout, 1915
- A. medialbifera Inoue, 1972
- A. megaspilaria Moore, 1867
- A. melangraphes Prout, 1935
- A. melanonota Prout, 1930
- A. mesorthina Wehrli, 1943
- A. miyashitai Inoue, 1982
- A. moupinaria Leech, 1897
- A. nigralbata Warren, 1893
- A. nigridorsaria Guenée, 1858
- A. nigrifasciata Wileman, 1912
- A. nigriscripta Warren, 1903
- A. nigrolineata Wileman & South, 1917

- A. nilgirica Hampson, 1895
- A. nobilis Alphéraky, 1892
- A. nubeculosa Bastelberger, 1909
- A. nudipennis Warren, 1888
- A. nuristana Wiltshire, 1967
- A. obsoletaria Leech, 1897
- A. obtusiphaea Inoue, 1987
- A. ocellata Warren, 1903
- A. ochrolaria Bastelberger, 1909
- A. opisagna Wehrli, 1943
- A. orbifer Warren, 1896
- A. oxyrrina Wehrli, 1943
- A. paghmana Wiltshire, 1967
- A. pallens Inoue, 1978
- A. pammicra Prout, 1925
- A. papuensis Warren, 1903
- A. paucisignata Warren, 1899
- A. perfurcana Wehrli, 1943
- A. periphracta Prout, 1926
- A. perspicuata Moore, 1867
- A. piaodai Yang, 1978
- A. picata Butler, 1881
- A. platycyma Wehrli, 1943
- A. plebeia Wileman, 1912
- A. pleniferata Walker, 1862
- A. porcelaria Guenée, 1858
- A. postcandida Wehrli, 1924
- A. postlurida Inoue, 1978
- A. praevariegata Prout, 1926
- A. prosoica Wehrli, 1943
- A. pryeraria Leech, 1897
- A. qudai Yang, 1978
- A. repandata (Linnaeus, 1758) - variabele spikkelspanner
- A. rimosaria Wileman, 1911
- A. rubicunda Bastelberger, 1909
- A. scortea Bastelberger, 1909
- A. semiclarata Walker, 1862
- A. semiochrea Prout, 1917
- A. semipullata Prout, 1925
- A. semiusta Bastelberger, 1909
- A. shensiensis Wehrli, 1943
- A. shivae Wiltshire, 1967
- A. silvicola Inoue, 1953
- A. simpliciaria Leech, 1897
- A. sinadmissa Wehrli, 1943
- A. songarica Alphéraky, 1882
- A. sorinaria Wehrli, 1943
- A. southi Prout, 1915
- A. stictineura Hampson, 1907
- A. sublimis Butler, 1889
- A. subnitida Warren, 1893
- A. subolivacea Hampson, 1907
- A. subpunctata Wileman, 1911
- A. subrepandata Staudinger, 1892
- A. subrufaria Warren, 1893
- A. subtincta Warren, 1897
- A. tabescens Inoue, 1987
- A. taiwanensis Inoue, 1978
- A. tenera Warren, 1893
- A. tindzinaria Oberthür, 1893
- A. tricyrta Wehrli, 1943
- A. trikotaria Felder, 1874
- A. undularia Wileman, 1911
- A. variegata Moore, 1888
- A. venustularia Walker, 1866
- A. versicolor Prout, 1915
- A. vialis Moore, 1888